# 84 Pułk Piechoty (austro-węgierski)
Dolnoaustriacki Pułk Piechoty Nr 84 (IR Nr 84) – pułk piechoty cesarskiej i królewskiej Armii.

## Historia pułku
Pułk został utworzony 1 stycznia 1883 z połączenia czterech batalionów wydzielonych ze składu Liniowych Pułków Piechoty Nr: 4, 14, 49 i 59. Sztab pułku stacjonował w Wiedniu, a Komenda Okręgu Uzupełnień mieściła się w Wiener Neustadt. Pierwszym komendantem okręgu uzupełnień był major Julius von Engel.
W 1889 sztab pułku razem z 1., 3. i 4. batalionem stacjonował w Wiedniu, natomiast 2. batalion i Komenda Okręgu Uzupełnień w Wiener Neustadt. Pułk wchodził w skład 50 Brygady Piechoty należącej do 25 Dywizji Piechoty.
Okręg uzupełnień nr 84 Wiedeń (Wiedeń B) na terytorium 2 Korpusu.
Kolejnymi szefami pułku byli:
- FZM Ferdinand von Bauer (1883-1893),
- książę Saksonii-Coburga-Gothy Alfred (1894 – †30 VII 1900),
- generał pułkownik Arthur Heinrich von Bolfras (od 1900)[2].

Swoje święto pułk obchodził 13 maja, w rocznicę walki stoczonej w 1809 pod Schwarze Lackenau.
Kolory pułkowe: karmazynowy (karmesinrot) jak w Pułkach Piechoty Nr 81, 82 i 96, guziki żółte (niem. Knöpfe gelb).
Skład narodowościowy w 1914 roku 94% – Niemcy.
W latach 1903–1909 sztab i wszystkie bataliony oprócz I w Krems an der Donau. I batalion w Wiedniu.
W 1914 sztab razem z 2. i 3. batalionem stacjonował w Krems an der Donau, 1. batalion w Wiedniu, natomiast 4. batalion był detaszowany w Sarajewie.
W 1914 bataliony I, II i III, 25 Dywizja Piechoty, 49 Brygada Piechoty, walczyły na froncie wschodnim. IV batalion walczył na froncie bałkańskim w 6 Armii – XV Korpus Austro-Węgier, 1 Dywizja Piechoty, 9 Brygada Górska.
W czasie I wojny światowej pułk walczył z Rosjanami w końcu 1914 i na początku 1915 roku w Galicji oraz w Królestwie Kongresowym. Żołnierze pułku są pochowani m.in. na cmentarzach: Zawierciu i Włodowicach.
W czasie I wojny światowej w szeregach pułku walczył m.in. porucznik Stanisław Szuber.

## Komendanci pułku
- płk Moriz Fraenzel (1883[1]–1886 → komendant 14 Brygady Piechoty[9], generał major od 9 maja 1887)
- płk Karl König von Festenwall (1886[9]–1891 → generał major, komendant 11 Brygady Piechoty)
- płk Franz Kuhn von Kuhnenfeld (1903–1907)
- płk Oskar Stelzl (1908)
- płk Konrad Essler (1909–1912)
- płk Viktor Severus von Laubenfeld (1913–1914[2])